# Rodolfo Crespi
Rodolfo Crespi (Busto Arsizio, 30 de março de 1874 — São Paulo, 27 de janeiro de 1939) foi um empresário e dirigente esportivo italiano radicado em São Paulo, onde construiu um dos maiores grupos industriais do Brasil da primeira metade do século XX. Com uma fortuna estimada em 3 bilhões de dólares atuais.

## Infância e família
Nascido em Busto Arsizio, na Lombardia, região norte do Reino da Itália. Ele foi o terceiro nascido de Amalia e Stefano Crespi; este último morreu, aos 79 anos, o mesmo ano de nascimento de Rodolfo e era parente de Benigno Crespi, fundador de um ramo paralelo da família homônima, cujos descendentes (incluindo Cristoforo Benigno Crespi) realizaram a mesma atividade nas fábricas de: Vaprio d'Adda, Vigevano, Ghemme e Crespi d'Adda.
O jovem Rodolfo Enrico Crespi tinha dois irmãos mais velhos: Silvio (nascido em 1868) e Giulio (nascido em 1871).

## Os primeiros anos e decisão de imigrar
É possível que seu pai tenha começado sua carreira profissional colaborando com seus parentes (Benigno Crespi e crianças) na lavanderia da família em Busto Arsizio; presumivelmente, até Rodolfo e seus irmãos começaram da mesma maneira.
Incentivado pelo conterrâneo Enrico Dell'Acqua, emigrou em 1893 e estabeleceu-se como industrial do setor têxtil no bairro da Mooca, tradicional reduto da colônia italiana na capital paulista. Em 1898 sua indústria, mais tarde denominada Cotonifício Rodolfo Crespi, já estava instalada num enorme prédio de três andares na esquina da rua dos Trilhos com a rua Taquari (com fundos para a rua Visconde de Laguna), onde hoje está instalado uma unidade dos Hipermercados Extra.

## Negócios e atividades no Brasil
Com a criação do Cotonifício Rodolfo Crespi, Rodolfo fundou, assim, o primeiro estabelecimento brasileiro de fiação industrial de algodão a grande escala. No cotonifício os empregados executavam da limpeza do algodão até a produção de tecidos para confecção de roupas.
Crespi foi também fundador da Banca Italiana di San Paolo, que depois viria a se tornar a Banca Francese e Italiana per l'America del Sud, predecessora do Banco Sudameris, não mais sob controle da família.
Também foi Presidente do Circolo Italiano, em São Paulo. Seu mandato foi de Junho de 1928 a agosto de 1930.
Foi também com sua doação e empenho que foi fundado o Colégio Dante Alighieri, complementado por doação do governo italiano.
No campo da comunicação, criou o jornal "Il Piccolo" redigido em língua italiana e lido por milhares de imigrantes na primeira metade do século XX, os italianos eram maioria na cidade de São Paulo. À época a linha editorial do periódico era simpática ao regime fascista de Benito Mussolini.
O Cotonifício Crespi esteve em funcionamento até 1963. Rodolfo Crespi recebeu duas honrarias do governo italiano. O título de: Cavaliere del Lavoro (Cavalheiro do Trabalho), em 1907, pela Ordem de Mérito do Trabalho. E o título de Conde, dado em 1928. 
| Fita | Classe     | Ordem                       | Título                |
| ---- | ---------- | --------------------------- | --------------------- |
|      | Cavalheiro | Ordem de Mérito do Trabalho | Cavaleiro do Trabalho |

## Homenagens
O Conde Rodolfo Crespi foi um dos principais incentivadores do Clube Atlético Juventus, que teve um início muito difícil, já que se tratava de um clube da classe operária, em maioria imigrantes italianos que viviam no bairro da Mooca e em outros bairros operários da Cidade de São Paulo. Foi dentro do Cotonifício Crespi, entre empregados e patrões, que nasceu o Clube Atlético Juventus. Por isso o Juventus-SP lhe concedeu duas singelas homenagens:
- Título de Presidente Honorário Perpétuo do Clube Atlético Juventus.[3]
- E o estádio do clube foi batizado com o seu nome: Estádio Conde Rodolfo Crespi.

## A Condessa Crespi
Condessa Marina Crespi, esposa do conde Rodolfo Crespí, faz parte da história da Mooca por sua relevante e meritória obra de cunho social voltada à saúde do operariado paulistano a um tempo em que a sociedade brasileira dava seus primeiros passos no campo da saúde pública.
Muitas das suas obras continuam em atividade em edifícios doados pela família Crespi, hoje sob a administração da prefeitura da cidade de São Paulo.
Paralelamente à obra humanitária, a condessa - dotada de grande energia e criatividade - destacou-se nas atividades empresariais da família, sendo considerada uma pioneira mulher de negócios.
A tradicional igreja católica de São Miguel Arcanjo, no bairro do Belém, é um dos muitos templos erguidos com coleta coordenada pela condessa Marina Crespi junto à comunidade. Dentro do peculiar traço emotivo próprio da colônia peninsular e seus descendentes, a memória da benemérita senhora é saudada como grande dama merecedora de toda a gratidão da sociedade, sendo que lideranças culturais paulistanas estudam a gravação cinematográfica da sua exemplar biografia. Maria da Graça de Medeiros foi parteira na mansão dos Crespi.